# Charolaiský skot
Charolaiský skot je mohutné masné plemeno skotu původem z Charolles ve Francii. Je to plemeno s vynikající zmasilostí a jatečnou výtěžností, jeho slabinou je naopak větší procento obtížných porodů. Je to jedno z nejčastěji chovaných masných plemen na světě, je nejpočetnějším masným plemenem ve Francii i v České republice (2004).

## Původ a vývoj plemene
Původ charolaiského skotu se odvozuje od původního krajového plemene žlutého skotu rozšířeného v oblasti Charolles, mezi řekami Seinou, Loirou, Rhônou a Allier. V prvopočátcích byl cílem chov dobře vykrmitelných tažných volů, v 19. století došlo ke změně chovného cíle a pro zlepšení ranosti a struktury masa byl přikřížen anglický krátkorohý skot. Plemenná kniha byla založena v roce 1864.
Charolaiský skot je rohatý, v posledních letech se však selekční práce soustředí na šlechtění geneticky bezrohých zvířat. Dalším cílem je snížení procenta obtížných porodů. Ve třicátých letech 20. století byl importován do Severní Ameriky, kde se vlivem odlišné chovatelské práce dnes chová charolais odlišného typu, americký typ je vždy bezrohý, má po odstavu vyšší růstovou schopnost a je ranější, osvalení je však horší než u evropského typu.
Do České republiky byl poprvé dovezen v roce 1990 z Maďarska, později byla importována zvířata i z Francie a v roce 1992 byla dovezena bezrohá zvířata z Kanady.

## Popis
Charolaiský skot je nápadný velkým tělesným rámcem, tělo je hluboké a široké, bedra a kýty silně osvalené, hlava je relativně malá, široká, s širokým růžovým mulcem a výraznýma očima. Je chováno v rohaté i bezrohé formě. Končetiny jsou silné, dobře stavěné, s výraznými světlými paznehty. Zbarvení je bílé až krémové.
Charolais má nízké sklony k tučnění, vyniká snadnou výkrmností a jatečná zralost nastupuje později, takže je možný výkrm do vysokých porážkových hmotností. Zvířata jsou dobře zmasilá, jatečná výtěžnost výkrmových býků ve věku 14–15 měsíců dosahuje 58–63 % při živé hmotnosti 500–550 kg. Dobře využívá objemných krmiv i pastvy, býci v testaci dosahují průměrných denních přírůstků 1450 g za den, u některých zvířat je možný přírůstek i přes 2000 g za den.
Charolaiský skot je dlouhověký, zdravý, vysoce plodný a tolerantní vůči slunečnímu záření. Krávy mají velice dobrou mléčnost a telata do 120 dnů velice rychle rostou. Plemeno charolais produkuje ze všech plemen skotu nejvyšší živou hmotnost telat na krávu a rok. Vysoká porodní hmotnost telat ovšem souvisí s vyšším procentem obtížných porodů, zvláště u prvotelek. V současnosti tvoří podíl obtížných porodů asi 8 % a od osmdesátých let 20. století je snižování tohoto podílu hlavním selekčním kritériem v dalším šlechtění plemene. Krávy se poprvé telí ve třech letech, průměrné mezidobí by se mělo pohybovat mezi 360–400 dny, avšak 14 % krav má mezidobí delší než 430 dní.
Kromě čistokrevného chovu se toto plemeno často využívané též v užitkovém křížení.

## Fotogalerie

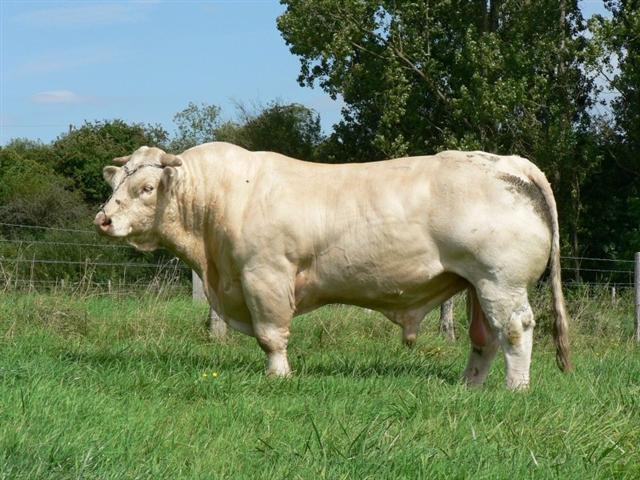
Býk charolaiského skotu
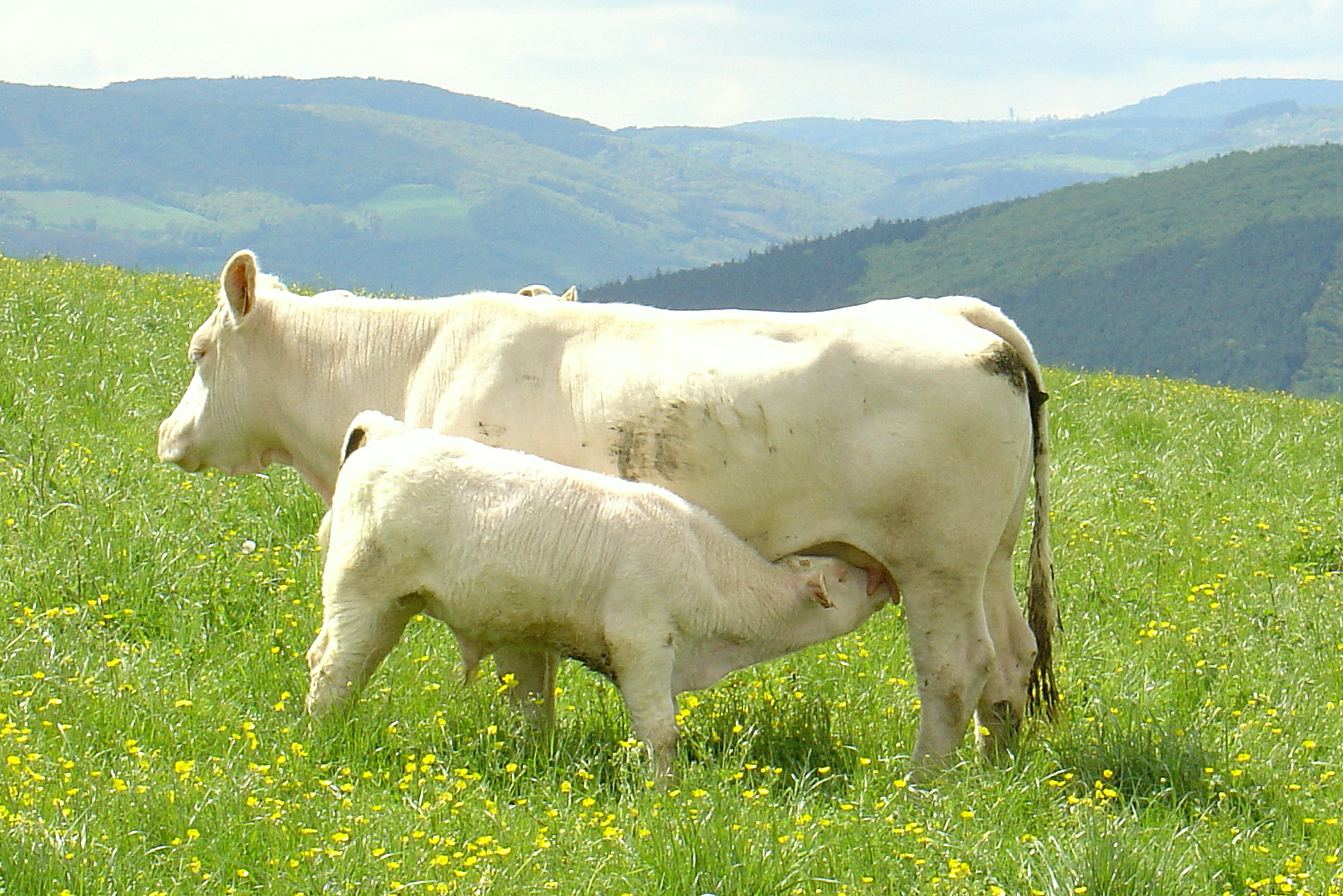
Kráva s teletem
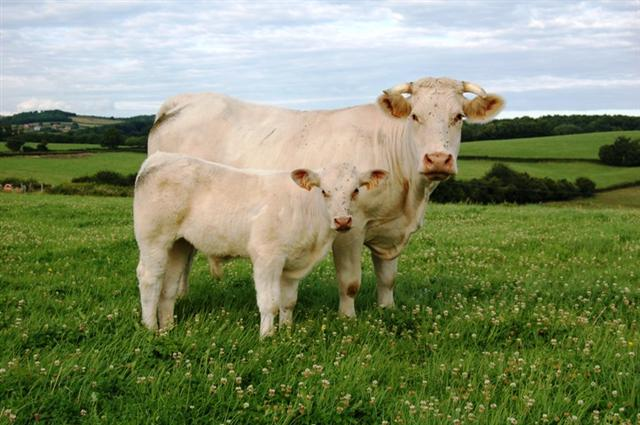
Kráva s teletem
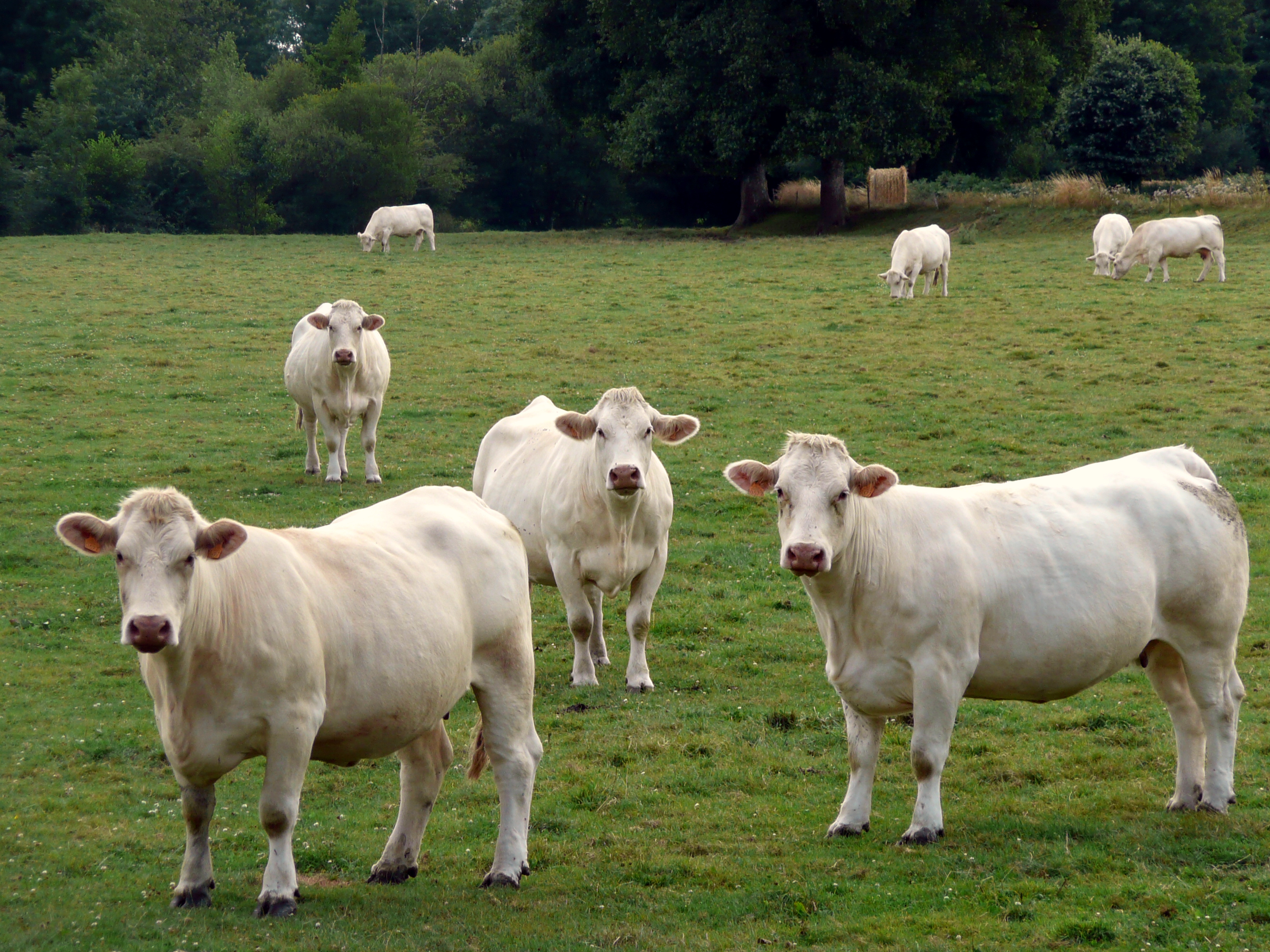
Stádo krav charolaiského skotu